# Poincarého grupa
Poincarého grupa, pojmenovaná po Henri Poincarém a poprvé definovaná Hermannem Minkowskim, je grupa izometrií Minkowského prostoru. Jedná se o deseti-generátorové neabelovské Lieovy grupy se zásadním významem ve fyzice.

## Přehled
Izometrie Minkowského prostoročasu má tu vlastnost, že interval mezi dvěma událostmi bývá neměnný. Například, je-li vše odloženo o dvě hodiny, včetně dvou událostí a cesty mezi nimi, pak časový interval mezi událostmi bude stejný. Nebo, pokud se vše posune o 5 kilometrů na západ nebo o 60 stupňů doprava, neměli bychom také pozorovat žádnou změnu v intervalu. Ukazuje se, že vlastní délka objektu je také neovlivněna tímto posunem. Časové nebo prostorové obrácení je také izometrií této grupy.
Pokud ignorujeme účinky gravitace, existuje v Minkowského prostoročasu deset stupňů volnosti z izometrií, které mohou být uvažovány jako translace v čase nebo prostoru (čtyři stupně, jeden na rozměr), zrcadlení přes rovinu (tři stupně, volnost orientace v této rovině) nebo Lorentzova transformace v jakékoli prostorové dimenzi (tři stupně). Složení transformací je operátorem Poincarého grupy.
V klasické fyzice je Galileova grupa srovnatelná grupa deseti parametrů, která působí na absolutní čas a prostor.

## Detaily
Poincarého grupa je grupou izometrií Minkowského prostoročasu. Jedná se o deseti rozměrnou nekompaktní Lieovu grupu. Abelova grupa translací je normální podgrupa, zatímco Lorentzova grupa je také podgrupa, stabilizátor bodu. Poincarého grupa sama je minimální podgrupa afinní grupy, která zahrnuje všechny translace a Lorentzovy transformace. Přesněji jde o polopřímý součin translací a Lorentzovy grupy.
{\displaystyle \mathbf {R} ^{1,3}\rtimes \mathrm {SO} (1,3)\,.}
Další způsob jak toto ukázat je, že Poincarého grupa je rozšíření Lorentzovy grupy vektorem reprezentujícím ji. To je někdy nazýváno jako nehomogenní Lorentzova grupa. Může být ovšem také získána jako kontrakce de Sitterovy grupy SO(4,1) ~ Sp(2,2), pro de Sitterův poloměr jdoucí do nekonečna.
Její nezáporná energie unitární neredukovatelné reprezentace je indexována hmotností (nezáporné číslo) a spinem (celočíselná nebo poločíselná hodnota) a je spojena s vlastnostmi částic v kvantové mechanice.
V souladu s Erlangenským programem je geometrie Minkowského prostoru definována jako homogenní prostor Poincarého grupy.
Poincarého algebra je Lieova algebra Poincarého grupy. Jedná se o rozšíření Lieovy algebry Lorentzovy grupy. Přesněji řečeno, vlastní ({\displaystyle \det \Lambda =1}), ({\displaystyle \Lambda _{0}^{0}\geq 1}) část Lorentzovy grupy zachovávající směr času (její komponent identity), SO+(1, 3), je spojen s identitou a tedy umožňuje umocňování exp(iaμPμ) exp(iωμνMμν/2) Lieovy algebry. V komponentní formě je Poincarého algebra dána komutačními vztahy:
{\displaystyle ~[P_{\mu },P_{\nu }]=0\,}
{\displaystyle ~{\frac {1}{i}}~[M_{\mu \nu },P_{\rho }]=\eta _{\mu \rho }P_{\nu }-\eta _{\nu \rho }P_{\mu }\,}
{\displaystyle ~{\frac {1}{i}}~[M_{\mu \nu },M_{\rho \sigma }]=\eta _{\mu \rho }M_{\nu \sigma }-\eta _{\mu \sigma }M_{\nu \rho }-\eta _{\nu \rho }M_{\mu \sigma }+\eta _{\nu \sigma }M_{\mu \rho }\,,}
kde P je generátor translace, M je generátor Lorentzovy transformace a η  je (+,−,−,−) Minkowského metrika.
Spodní komutační vztah je ("homogenní") Lorentzova grupa, skládající se z rotací, Ji = −ϵimnMmn/2, a boostu, Ki = Mi0. Při tomto způsobu zápisu se celá Poincarého algebra stává vyjádřitelnejší v nekovariantním, ale praktičtějším jazyce:
{\displaystyle [J_{m},P_{n}]=i\epsilon _{mnk}P_{k}~,}
{\displaystyle [J_{i},P_{0}]=0~,}
{\displaystyle [K_{i},P_{k}]=i\eta _{ik}P_{0}~,}
{\displaystyle [K_{i},P_{0}]=-iP_{i}~,}
{\displaystyle [J_{m},J_{n}]=i\epsilon _{mnk}J_{k}~,}
{\displaystyle [J_{m},K_{n}]=i\epsilon _{mnk}K_{k}~,}
{\displaystyle [K_{m},K_{n}]=-i\epsilon _{mnk}J_{k}~,}
kde dolní mez komutátoru ze dvou boostů je často označována jako Wignerova rotace. Je zde patrné výrazné zjednodušení [Jm+i Km , Jn−i Kn] = 0, což umožňuje redukci Lorentzovy podalgebry su(2)⊕su(2) a efektivnější zacházení se s ní spojenými reprezentacemi.
Casimirovy invarianty této algebry jsou PμPμ a Wμ Wμ kde Wμ je Pauliho-Lubanského pseudovektor. Tyto slouží jako označení reprezentace grupy.
Poincarého grupa je plně symetrická grupa jakékoli relativistické polní teorie. Výsledkem je, že všechny elementární částice spadají do reprezentace této grupy. Tyto jsou obvykle specifikovány jako čtverec čtyřhybnosti každé částice a vnitřní kvantová čísla JPC, kde J spinové kvantové číslo, P je parita a C je C symetrie, tedy kvantové číslo konjugace náboje. V praxi, nábojová symetrie a parita jsou porušovány v mnoha kvantových polních teoriích. Nicméně CPT symetrie je v kvantových polních teoriích neměnná.
Jako topologický prostor má grupa čtyři propojené složky: složku identity, složku časového obrácení, komponent prostorové inverze a složku obrácení času i prostoru.

## Poincarého symetrie
Poincarého symetrie je úplnou symetrií speciální teorie relativity. Zahrnuje
- Translaci (posunutí) v čase a prostoru (P), tvořící abelovskou Lieovu grupu translací prostoročasu
- Rotaci v prostoru, tvořící neabelovskou Lieovu grupu trojrozměrných rotací (J)
- Transformace spojující dvě jednotně se pohybující tělesa (K)

Poslední dvě symetrie J a K společně tvoří Lorentzovu grupu, polopřímý součin translační grupy a Lorentzova grupa pak produkuje Poincarého grupu. Objektům, které jsou neměnné v rámci této grupy se říká, že mají relativistickou invarianci.